# Lev Shestov
Lev Isaákovich Shestov (Лев Исаа́кович Шесто́в ) -en español se lo conoce como León Chestov (Kiev, 26 de enero de 1866-París, 19 de noviembre de 1938), fue un filósofo existencialista ruso.

## Biografía
Nacido Lev Isaákovich Schwarzmann y de familia judía, Shestov es considerado el máximo exponente del existencialismo en Rusia, estudió en Moscú y luego vivió en San Petersburgo, hasta la Revolución rusa, después de la cual se exiliaría en Francia hasta su muerte.
Su filosofía ha sido inspirada en Friedrich Nietzsche en lo que se refiere al anarquismo, pero también tuvo la influencia del significado religioso de Søren Kierkegaard y Pascal. Estas influencias lo condujeron a investigar la historia filosófica occidental en los planteamientos críticos de los enfrentamientos entre Fe y Razón (relación Jerusalén-Atenas) con los máximos exponentes de la filosofía y de la literatura, para así concluir que la primera tiene primacía sobre la segunda en cuanto a la solución de los problemas trascendentales del hombre.
Dicho planteamiento consiste en una crítica al racionalismo tanto secular como religioso, del cual argumenta que la razón y el saber están orgullosos y una consecuencia del pecado original en la antigüedad que en vez de liberar, oprime; de modo que el existencialismo de Shestov es más bien espiritual que antropocéntrico y subjetivo.
Shestov estuvo en el centro del debate filosófico desde su llegada a Francia hacia 1920 y mantuvo conversaciones con algunos de los más importantes filósofos europeos de la época como Edmund Husserl, Martin Buber (con quién discute a raíz de una conversación sobre Hitler), Karl Jaspers (con quien mantiene una polémica en torno a Nietzsche) o Martin Heidegger, filósofo que conoce en 1928 en casa de Husserl y que fue invitado a la Sorbona a dar una conferencia por mediación de Shestov, como podemos leer en la correspondencia que ambos mantuvieron. Shestov intentó dar a conocer a Heidegger en Francia, como había hecho con el maestro Husserl antes. Fue Shestov quien escribe sobre él por primera vez para el público francés y quien lo invita a dar unas conferencias en Francia. Shestov conoció a Heidegger a través de Edmund Husserl quien le recomendó que lo leyera (Shestov aún no lo había leído, al igual que a Kierkegaard). Según Husserl, Shestov debía leer a Kierkegaard y a Heidegger, porque para él uno no era más que el continuador de la filosofía del otro. Todos estos testimonios han llegado a nosotros sobre todo, a raíz del único discípulo que tuvo Shestov, Benjamin Fondane y su libro Rencontres avec Léon Chestov. Además la relación de Shestov con Husserl y Heidegger es importante porque fue a raíz de una conversación entre los dos primeros, le sobrevinieron las ideas a Heidegger para escribir su famoso texto ¿Qué es la metafísica?, fuertemente inspirado por las ideas que escuchó en aquella conversación. Puede leerse con más detalle lo sucedido en sus reuniones en la biografía de Lev Shestov que se publicó en los años 90 en Francia por parte de su hija.
Savater señala que para Shestov el ser humano habita en este mundo como un prisionero de la necesidad y lo irremediable, sometido a la injusticia, al aplastamiento de los más débiles y finalmente a la fatalidad de la muerte... y que aspira a una libertad que, aún desconocida, se encuentra en la divinidad, en la posibilidad de una espiritualidad donde todo es posible. Para Shestov su rival intelectual, su 'bestia negra' es Spinoza y sus aliados Plotino, Lutero, Pascal y Dostoievski
La forma de filosofar de Shestov tendría repercusión e influencias en algunos pensadores del siglo XX como por ejemplo Albert Camus o Emil Cioran quien reconoció que Shestov le había dejado una honda huella. Como relata Sanda Stolojan en el prefacio de la edición antológica de De lágrimas y de santos de Emil Cioran: En sus conversaciones con Shestov, Benjamin Fondane cita unas palabras de Shestov, según las cuales la mejor manera de filosofar consiste en 'seguir a solas el propio camino', sin utilizar como guía a otro filósofo, o, mejor aún, en hablar de sí mismo. Fondane añade: 'el tipo del nuevo filósofo es el pensador privado, Job sentado sobre un estercolero'. Cioran pertenece a esa raza de pensadores.
Lev Shestov influyó en algunos pensadores del siglo XX que así lo han reconocido como Sartre, Camus, Heidegger, Levinas, Bataille, Blanchot, Deleuze, Cioran, Ionesco, Vladimir Jankélévitch y Rachel Bespaloff, entre otros.

## Obras
- Shakespeare y su crítico Brandes (1898)
- Tolstói y Nietzsche, Filosofía del bien  (1900)
- Dostoyevski y Nietzsche, Filosofía de la Tragedia  (1903)
- Apoteosis de lo infundado. Intento de pensamiento adogmático (1905)
- Los comienzos y los fines. Recopilación de artículos (1908)
- Los grandes desvelos. Recopilación de artículos (1912)
- ¿Qué es el bolchevismo? (1920)
- La noche de Getsemaní (1923)
- Potestas Clavium (1923)
- Sobre la balanza de Job (1929)
- Kierkegaard y la Filosofía Existencial (1936)
- Atenas y Jerusalén (1938)
- Sola Fide. Lutero y la iglesia (1960)
- De la Filosofía Medieval

Traducciones al español
- Shestov, Lev Isaákovich, 1866-1938. La filosofía de la tragedia: Dostoyevsky y Nietzsche . — Buenos Aires : Emecé, 1949 . — 267 p.
- Shestov, Lev Isaákovich, 1866-1938. Las revelaciones de la muerte. — Buenos Aires : Sur, 1938 . — 205 p.
- Shestov, Lev, Apoteosis de lo infundado. Intento de pensamiento adogmático —trad. Alejandro Ariel González, Madrid: Hermida Editores, 2015 . — 192 p.
- Shestov, Lev, La noche de Getsemaní. — Buenos Aires: Sur, 1958 . — 102 p.
- Shestov, Lev, Kierkegaard y la filosofía existencial (Vox clamamtis in deserto). — Buenos Aires : Editorial Sudamericana, 1947 . — 327 p.
- Shestov, Lev, Atenas y Jerusalén —trad. Alejandro Ariel González, Madrid: Hermida Editores, 2018. — 533 p.
- Shestov, Lev, Potestas clavium: El poder de las llaves —trad. Alejandro Ariel González, Madrid: Hermida Editores, 2019. — 424 p.
- Shestov, Lev I., Dostoievski y Nietzsche. Filosofía de la tragedia, trad. Alejandro Ariel González, Madrid, Hermida Editores, 2022.
- Shestov, Lev I., En la balanza de Job. Peregrinaciones por las almas, trad. Alejandro Ariel González, Madrid, Hermida Editores, 2020.